# Fiorenzo
Fiorenzo  è un nome proprio di persona italiano maschile.

## Varianti
- Maschili: Fiorente[1], Florenzio, Florenzo, Florento
  - Alterati: Fiorenzino
  - Ipocoristici: Fiore, Renzo, Enzo
- Femminili: Fiorenza[1]

### Varianti in altre lingue
- Asturiano: Flurenciu[3]
- Basco: Polentzi[3]
- Bretone: Florent
- Catalano: Florenci[3], Florent[3]
- Francese: Florent[2]
- Galiziano: Florencio[3], Frolencio[3]
- Inglese: Florence[2]
- Latino: Florentius[1][2][4][5], Florens[5]
- Olandese: Floris[2], Floor[2]
- Polacco: Florencjusz, Florenty
- Portoghese: Florêncio[2]
- Spagnolo: Florencio[2][3], Florente[3]
- Tedesco: Florenz, Florens

## Origine e diffusione
Deriva dal nome latino Florentius o Florens, basato sul termine florens ("fiorente", "florido", "prosperoso"; è il participio presente del verbo florere, "fiorire"). Alcune fonti precisano ulteriormente che questo significato apparteneva al diffuso cognomen Florens ("Fiorente"), mentre Florentius era un suo patronimico (quindi "appartenente a Florente", "discendente di Florente"); tuttavia, ad oggi i due nomi sono considerati varianti l'uno dell'altro.
Si tratta di un nome di valore beneaugurale, che allude alla ricca simbologia che riguarda il mondo floreale (in maniera simile al nome Fiore).
La forma inglese Florence (che può in parte riprendere l'esonimo inglese di Firenze, Florence), originariamente era usata anche sia al maschile che al femminile; dopo il XV secolo in Inghilterra il nome era diventato esclusivamente femminile, mentre in Irlanda, dove veniva usato per "anglicizzare" i nomi Fíngin e Flaithrí, il suo uso al maschile durò di più.
Il nome Fiorentino è un derivato di Fiorenzo.

## Onomastico
Poiché molti santi hanno portato questo nome, l'onomastico può essere festeggiato in diversi giorni, fra i quali:
- 3 gennaio, san Fiorenzo, vescovo di Vienne[6]
- 2 maggio, san Fiorenzo,
- 16 maggio, san Fiorenzo, martire con san Diocleziano ad Osimo[6]
- 23 maggio, san Fiorenzo, monaco in Val Castoriana[6]
- 4 luglio, san Fiorenzo, vescovo di Cahors[6]
- 22 settembre, san Fiorenzo, eremita sul Mont Glonne (presso Saint-Florent-le-Vieil)[6]
- 10 ottobre, san Fiorenzo, soldato della Legione Tebea, martire con san Cassio a Bonn[6]
- 13 ottobre, san Fiorenzo, martire a Tessalonica[6]
- 17 ottobre, san Fiorenzo, vescovo di Orange[6]
- 7 novembre, san Fiorenzo, vescovo di Strasburgo[6]

## Persone

Fiorenzo Carpi

- Fiorenzo Angelini, cardinale e arcivescovo cattolico italiano
- Fiorenzo Bava Beccaris, generale italiano
- Fiorenzo Carpi, pianista e compositore italiano
- Fiorenzo Cimenti, politico italiano
- Fiorenzo Crippa, ciclista su strada italiano
- Fiorenzo Facchini, antropologo, paleontologo e sacerdote italiano
- Fiorenzo Fiorentini, attore, sceneggiatore e compositore italiano
- Fiorenzo Magni, dirigente sportivo, ciclista su strada e pistard italiano
- Fiorenzo Tomea, pittore italiano

### Variante Florencio

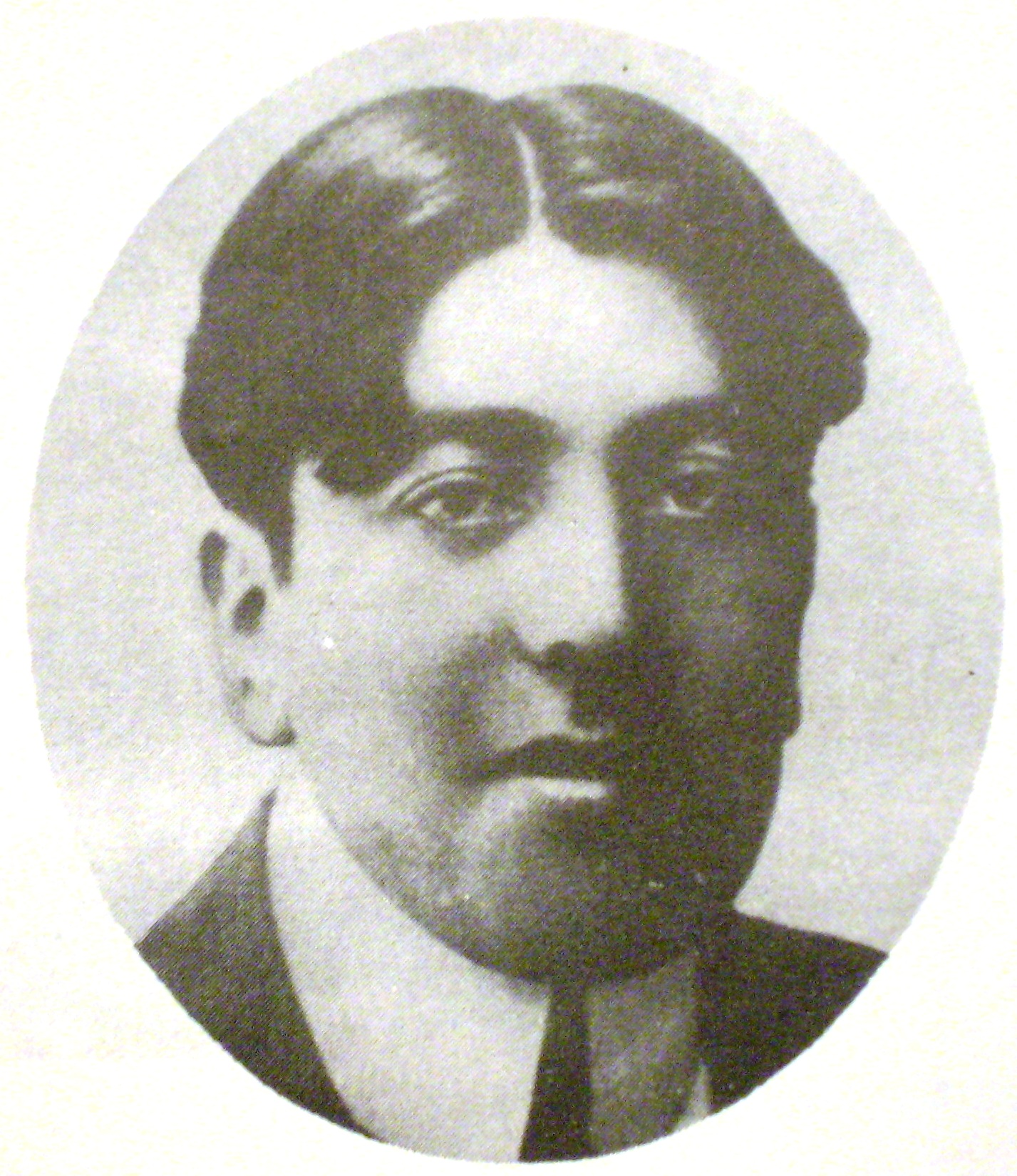
Florencio Sánchez

- Florencio Amarilla, calciatore e attore paraguaiano
- Florencio Caffaratti, calciatore argentino
- Florencio Campomanes, scacchista filippino
- Florencio Sánchez, drammaturgo uruguaiano
- Florencio Sarasíbar, calciatore argentino

### Variante Florent

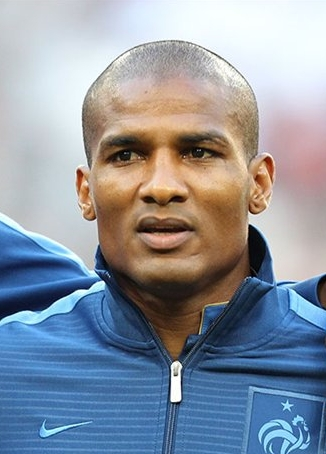
Florent Malouda

- Florent Balmont, calciatore francese
- Florent Brard, ciclista su strada francese
- Florent Malouda, calciatore francese
- Florent Pagny, cantante e attore francese
- Florent Piétrus, cestista francese
- Florent Serra, tennista francese
- Florent Sinama-Pongolle, calciatore francese

### Variante Florenz
- Florenz Ziegfeld, impresario teatrale statunitense

## Il nome nelle arti
- Fiorenzo, o Intorno alla sapienza è il titolo di un'opera dell'erudito e poligrafo bizantino Niceforo Gregora.
- Fiorenzo è un personaggio della serie di romanzi e film Harry Potter, creata da J. K. Rowling.